# ペイジ・マクレガー
ペイジ・マクレガー（Page McGregor、1999年3月11日 - ）は、オーストラリアの女子ラグビーユニオン選手。

## プロフィール
- オーストラリアシドニー出身[1]。
- ポジションはウィング(WTB)。
- 身長 164cm、体重 62kg

## 略歴
2018年、ラグビーワールドカップセブンズ2018の7人制女子オーストラリア代表に選ばれて3位に貢献。